# Saalekanal
Der Saalekanal, auch bekannt als Schleusenkanal Tornitz oder Elbe-Saale-Kanal, bezeichnet das Vorhaben, an der Mündung der Saale in die Elbe einen Kanal parallel zur Saale zu bauen. Der Kanal soll auf einer Länge von etwa 15 Kilometer westlich der Saale zwischen Calbe-Ost und Barby entstehen. Seine Befürworter, zu denen neben der Landesregierung von Sachsen-Anhalt besonders die Großunternehmen Solvay und Schwenk Zement (Zementwerk Bernburg) gehören, versprechen sich eine bessere Befahrbarkeit der Saale durch die Ersparnis einiger Mäander und besonders enger Kurvenradien.

## Hintergrund und Geschichte

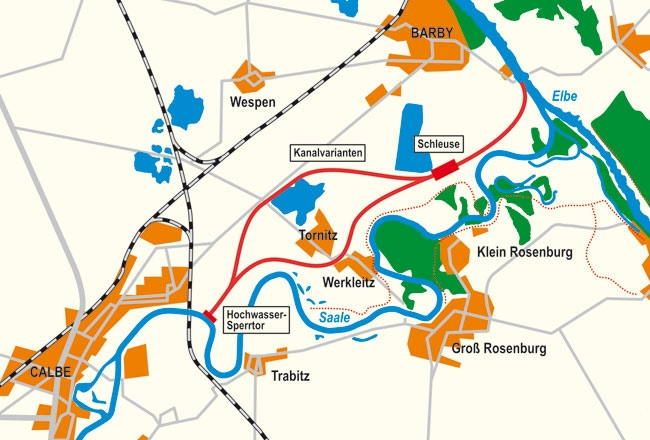
Karte des geplanten Elbe-Saale Kanals

Seit dem 14. Jahrhundert wurde die Schiffbarkeit der Saale durch Baumaßnahmen verbessert. Wesentliche Meilensteine waren der Bau der Steinschleuse Calbe und 6 weiterer Steinschleusen 1695, der Beginn der Kettenschifffahrt 1873 und der Durchstich Saalehorn 1935. 1970 erfolgte der letzte größere Ausbau mit einer Vergrößerung der Radien von 150 auf 200 m auf mindestens 240 m zwischen Calbe und Klein Rosenburg. Im Unterlauf zwischen der Mündung und Calbe befinden sich aber weiterhin Felsenstrecken und enge Kurvenradien. Hierdurch ist eine Schifffahrt bei Niedrigwasser oft nicht möglich.
Um dieses Problem zu lösen, war in den 1930er Jahren der Bau einer Staustufe in Klein Rosenburg vorgesehen. Kriegsbedingt erfolgte kein Bau. Nach der Wende wurde der Saale-Ausbau im Bundesverkehrswegeplan 1992 als vordringlicher Bedarf eingestuft. Im Rahmen der Umweltverträglichkeitsprüfung wurde diese Lösung 2001 abgelehnt. Als Alternative ist der Schleusenkanal Tornitz in Planung. Im Gegensatz zur Staustufenplanung wird hierbei kein Wehr in der Saale gebaut und die Saale bleibt auf der gesamten Strecke zwischen Calbe und der Mündung in die Elbe wie bisher frei fließend.
Ein 2010 von der Bundesregierung in Auftrag gegebenes Gutachten des Gutachters Planco in Essen gab einen Nutzen-Kosten-Verhältnis von nur 0,58 an. Kritisiert wurde es allerdings von der Industrie, weil es die Jahreskapazitäten der Firmen Solvay und Schwenk Zement mit Null angegeben hatte. Der Werkleiter von Solvay in Bernburg bezeichnete den Ausbau des Kanals dagegen als existenziell für den Standort.
Im Bundesverkehrswegeplan 2030 wird für den Saalekanal ein Nutzen-Kosten-Verhältnis von nur noch 0,2 aufgeführt. Entsprechend der prognostizierten Transportmengen von unter 0,6 Millionen Tonnen pro Jahr befindet sich der Kanal in der unterhalb der Kategorien A bis C liegenden Kategorie „Außerhalb des Kernnetzes“ und wurde in den „Weiteren Bedarf“ eingeordnet. Projekte des weiteren Bedarfs werden bis 2030 nicht begonnen. Im auf Grundlage des Bundesverkehrswegeplans erlassenen Bundeswasserstraßenausbaugesetz ist der Ausbau der Saale und des Saalekanals nicht enthalten. Im Umweltbericht zum Bundesverkehrswegeplan 2030 wird für den Saalekanal ein negativer Umweltnutzen in Höhe von −7,7 Millionen Euro ausgewiesen. Die Prüfung auf intramodale Interdependenzen (Verlagerung von Transporten zwischen den Verkehrsträgern) im Zuge der Bewertung ergab, dass solche Verlagerungen nicht in relevantem Umfang vorliegen. Im Bundesverkehrswegeplan 2030 wurde die Saale in die unterhalb der Kategorien A bis C liegende Kategorie „außerhalb des Kernnetzes“ (< 0,6 Mio. t/a) eingeordnet. Im Hafen Halle stehen 10 Liegeplätze für Schiffe bis 1.350 t (Europaschiffe) zur Verfügung.
Ob es zu einem weiteren Ausbau der Saale kommt, hängt davon ab, ob die Elbe ausgebaut wird. Die Wirtschaftlichkeit des gesamten Elbeausbaus wird derzeit vom Bundesrechnungshof überprüft, das Ergebnis steht noch aus.
Die veranschlagten Kosten stiegen bereits bis zum Jahr 2008 von den ursprünglich erwarteten 72,6 Mio. auf 100 Mio. Euro und wurden im Jahr 2016 mit 133,8 Mio. Euro angegeben.
Ein sogenannter Scoping-Termin hätte das Planfeststellungsverfahren am 1. Februar 2011 eröffnet. Der Termin wurde abgesagt auf Grund eines Papiers des Bundesverkehrsministeriums, das dem Haushaltsausschuss des Bundestages am 26. Januar 2011 vorgelegt wurde. Darin sind nur noch Wasserstraßen mit einem Verkehrsaufkommen von über drei Millionen Tonnen pro Jahr für den Ausbau vorgesehen. Damit wäre sowohl die Saale als auch der größte Teil der Elbe vom weiteren Ausbau ausgenommen. Auch der Saalekanal als Teil des Elbe- und Saaleausbaus hat nach Berichten der Zeitung Die Welt „keine Priorität mehr“.
Das Bundesamt für Güterverkehr sieht für den Güterverkehr auf der Elbe keine Wachstumschancen. In einer Studie heißt es, „die Binnenschifffahrt stellt unter den gegebenen Rahmenbedingungen keine wirtschaftliche Alternative für die Zu- und Abfuhr der Container im Hinterland der deutschen Nordseehäfen dar“.
Eine Studie der Michael Otto Stiftung für Umweltschutz Hamburg unterstrich die weiter sinkende Bedeutung der Wasserstraßen aufgrund stark schwankender Wasserstände. Ein Ausbau der Elbe und Saale würde deshalb den Güterverkehr auf den Flüssen nicht steigern.

## Kritik
Mehrere Umweltverbände, insbesondere der BUND, der Bund der Steuerzahler sowie Bündnis 90/Die Grünen und Die Linke kritisierten den geplanten Kanal aufgrund der nicht erwiesenen Wirtschaftlichkeit und der negativen ökologischen Folgen. Teile der FDP schlossen sich der Argumentation der Steuergeldverschwendung an und lehnten den Ausbau aus ökonomischen Gründen ab.
Eine Stellungnahme des Wirtschaftswissenschaftlers Hans-Ulrich Zabel von der Universität Halle kam zu dem Schluss, dass „den veranschlagten Investitionskosten von 72,6 Mio. Euro (…) keine adäquaten Nutzenerwartungen“ gegenüberstehen.
In einer Reportage des Mitteldeutschen Rundfunks heißt es, der Hafen in Halle (Saale) sei „ein Denkmal der Geldverschwendung“. Der Spiegel beschrieb den geplanten Kanal als „Geisterkanal“, die FAZ tituliert „Vordringlicher Bedarf für ein nutzloses Projekt“.